# Høvåg
Høvåg is een plaats en voormalige gemeente in de fylke Agder in het zuiden van Noorwegen. Høvåg telt 200 inwoners (2007) en heeft een oppervlakte van 0,21 km². In 1962 werd de gemeente opgeheven en het grondgebied toegevoegd aan de gemeente Lillesand.

## Bezienswaardigheden
- De stenen kerk werd gebouwd tussen 1100 en 1150. Vanaf 1723 werd het kerkje uitgebreid, en wel met een westvleugel (1768) en de noordvleugel, tevens ingangsportaal (1828). Het torentje is van 1831. Het kerkmeubilair omvat een altaardrieluik van 1620, voorstellende geloof, hoop en liefde. De preekstoel is van 1660 en toont de vier evangelisten.